# União de Patriotas Poloneses

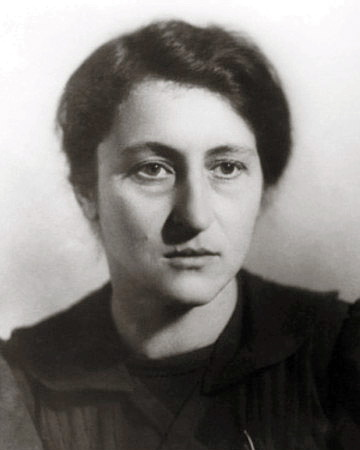
Wanda Wasilewska

União de Patriotas Poloneses (em polonês/polaco:  Związek Patriotów Polskich, ZPP, em russo:  Союз Польских Патриотов,  СПП) foi uma associação política criada por Josef Stalin e por poloneses comunistas na União Soviética, em 1943, durante a II Guerra Mundial. Esta organização, não-oficialmente controlada e dirigida pelo líder soviético, criou o núcleo de um governo comunista que mais tarde tomaria o poder na República Popular da Polônia.
A decisão de criar o ZPP foi tomada por Stalin em março de 1943, com sua fundação oficial datando de junho de 1943. O partido ganhou importância após o rompimento de relações do governo soviético com o governo polonês no exílio, após a descoberta do Massacre de Katyn, que criou um grande antagonismo entre poloneses e soviéticos. Em junho, seu diretório foi "eleito", sob a presidência de Wanda Wasilewska e uma de suas primeiras medidas foi publicar uma declaração condenando o governo exilado e radicado em Londres, liderado por Władysław Sikorski, como um bloco político cujas ações estavam minando as relações anglo-russo-americanas.
Seu principal programa partidário era a necessidade de transformar a estrutura sócio-política da futura Polônia pós-guerra, a importância da aliança com a União Soviética e a necessidade de reorganizar a fronteira entre os dois países, rejeitando o acordado no Tratado de Riga. Teve um importante papel em 1944 quando ajudou a insurgir a populução de Varsóvia contra os nazistas, em transmissões de rádio desde Moscou, conclamando por um movimento a favor da URSS aos integrantes do Levante de Varsóvia.. Entre 1944-1946, ele atuou no reassentamento de poloneses vivendo na URSS dentro da própria Polônia.
A organização teve duração efêmera, sendo dissolvida em 1946.